# Malliß
Malliß là một đô thị ở huyện of Ludwigslust, bang Mecklenburg-Vorpommern, Đức. Đô thị này có diện tích 25,17 km², dân số thời điểm 31 tháng 12 là 1406 người.